# أزتيك (شخصية)
أزتيك (بالإنجليزية: Aztek)‏ هو اسم البطل الخارق الخيالي في عالم دي سي. مستمد من مدينة فانيتي الخيالية. أزتيك هو بطل مقتبس من إله الأزتك كويتزالكواتل. ظهر أول مرة في أغسطس 1996، في سلسلة رسوم متحركة من إبداع غرانت موريسون ومارك ميلر. بعد السلسلة القصيرة، ظهر أزتيك في العديد من إصدارات JLA التي كتبها موريسون أيضًا.